# 交河故城
42°56′59″N 89°3′55″E / 42.94972°N 89.06528°E
交河故城，即雅尔湖故城（維吾爾語：يارغول قەدىمكى شەھىرى‎），位於中國新疆吐鲁番市高昌區以西約10公里處的亞爾孜溝內。交河故城建于公元前2世紀，是当时东天山山脉南麓吐鲁番盆地内重要中心城镇，先后作为车师前国的都城，高昌国、唐朝西州、高昌回鹘时期的交河郡或交河县，14世纪故城毁于战火。19世纪末开始俄国、德国、英国等国家先后开始对交河故城探查。中瑞西北科学考查团起，中国开始参与到对交河故城的探查、发掘、保护中。
交河故城是世界上最大、最古老的生土建筑城市，故城分布于一个柳叶形的台地上，周圍有深約30米的河谷環繞，故城遗址长约1650米，最宽处约300米，建築遗址面积约38万平方米，四周崖岸壁立。故城有南北向的两条主干道，可分为院落区、仓储区、官署区、寺院区、墓葬区、街巷区几部分，现存城门、房屋、佛寺、古井、街巷、防护墙等遗址。交河故城建筑采用“减地留墙法”“版筑泥法”等建筑方法。
交河故城於1961年3月4日被中華人民共和國國務院列入第一批全國重點文物保護單位。2001年，交河故城附近沟西、沟北墓地及雅尔湖石窟也合并入「交河故城」全国重点文物保护单位。2014年，交河故城作为丝绸之路的中心城镇，入选联合国教科文组织世界文化遗产：“丝绸之路：长安—天山廊道的路网”。交河故城抢险加固工程是中华人民共和国规模最大的土遗址加固工程之一，2006年到2022年共进行五期加固工程。

## 故城历史
公元前2万多年，交河故城所处台地一带便有人类活动踪迹，交河故城西侧台地发现有石器时代的石斧、石锥等石器。有记载以来，姑師人在此过着农牧结合的生活，《史记·大宛列传》中“姑师邑有城郭，临盐泽。”中的城郭可能就是指如今的交河故城。汉代元封三年（公元前108年），赵破奴等人破姑师，姑师一分为八，并改名为车师。自此，交河城第一次在史籍中出现。车师前国的都城便设置在交河城，《汉书·西域传》记载：“车师前国，王治交河城。河水分流城下，故号交河。”汉代戊己校尉最早设于此，负责军事屯田事，同时设交河壁、交河曲仓。交河城长期作为车师前国的政治、经济、文化中心，同时也是丝绸之路东西方交通枢纽和各方势力争夺的的战略要地。:253-261
北凉承平十一年（450年），沮渠安周攻破交河，车师前国覆灭。从此，交河城从核心都城变为地方城市，沮渠氏北凉时期置三郡八县，其中包括交河郡与交河县，治所设于交河城。承平十八年（460年），柔然灭高昌北凉并扶植阚伯周为高昌王，建立阚氏高昌。交河城又长期处在高昌国的管辖之下。阙氏、张氏、马氏、麴氏的四姓高昌时期，交河是其四十六镇之一。设郡后，交河县与郡同治，是高昌国仅次于高昌城的城镇。唐代贞观十四年（640年）唐王朝灭麴氏高昌，唐设西州，下辖五县，其中包括交河县。西州设立次月，唐又将西域的最高军政机构安西都护府治所设于交河，交河重新成为丝绸之路上的政治、军事、屯田中心之一。:42-46
此后，交河城一度成为吐蕃的附庸。840年，高昌回鹘建立，都城设于高昌城，交河为州。虽依然是高昌回鹘的军事重镇之一，但因发展受限，城市逐渐开始衰落。13世纪初，高昌回鹘成元的附庸。察合台汗国君主都哇与窝阔台后王海都与元军发生战争，回鹘高昌没有躲过战火，卜思巴舍率军数次攻打高昌回鹘。直到13世纪末回鹘高昌王室东迁至甘肃永昌时，交河城饱受战火摧残，城池破坏严重，并鲜于史书中出现。14世纪，皈依伊斯兰教的黑的儿火者对该地区推行伊斯兰教，交河开始走向废弃。到明代洪武时期，吏部员外郎陈诚在其《西域番国志》中记述了废弃中的交河，“居民百家。旧多寺宇，有石刻存。”意味着交河城近彻底被废弃。在交河城衙署区存在多处十四世纪末前后的穆斯林墓地。但并无同时期的清真寺遗迹，说明此城当时已经是近于荒废的地区。同时，交河城出土的古代文书中并无察合台文以及更晚出现的维吾尔文，出土文物也少见元代以后文物。:179-180
交河城的毁坏和废弃且未被重新利用的主要原因之一是黑的儿火者在当地强制推行伊斯兰教。与彼时新疆众多的佛教中心相同，交河城作为高昌地区重要的佛教中心之一，是推行伊斯兰教过程中必然被摧毁的目标。交河城还不得不面临着海上丝绸之路兴盛、陆上丝绸之路的衰落；社会、经济、军事技术发展带来的冲击。同时降雨量下降、土地荒漠化、土地资源枯竭等自然环境恶化加速其彻底消亡的进程。

## 地理环境

### 故城地望
交河故城位于中國新疆吐鲁番市高昌区亚尔镇亚尔果勒村西侧之台地上，东距吐鲁番市大约10千米。台地形状呈柳叶形，地势西北高（海拔80米有余），向东南逐渐降低（海拔不足44米），周围河谷深约20到30米，崖岸陡直。台地长1750米，最宽之处约300米。周长4100米左右，总面积超过37.5万平方米。:1-3从交河故城出发，北侧沿河越天山山脉经唐他地道可达北庭故城；西北沿盐山北麓及白杨河，即唐白水涧道，可达唐轮台县（今乌鲁木齐市乌拉泊古城，存疑）；通过盐山豁口向西南可达唐天山县（托克逊县夏乡天山古城），进而通过唐银山道，翻越库鲁克塔格山进入塔里木盆地；或经阿拉沟通向伊犁河谷。:1-3时至今日，故城周围残存有四座烽燧遗址，是交河故城外围警戒设施。交河故城所处台地周围的几处台地上分布有包括车师贵族墓地在内的墓葬数处。

### 地质生态
交河故城所处台地形成于喜马拉雅构造期。运动中天山山脉逐渐隆起，四周的地壳出现褶皱结构或堆积凹陷，形成天山南麓斜地、火焰山、盐山以及以艾丁湖为中心的洼地沼泽。从天山山脉发源的塔尔郎河等河流沿火焰山的豁口汇入盐山北麓，并逐渐形成戈壁冲击带。在河水的渗透和侵蚀下，盐山拗口处形成200餘公尺的豁口，并进一步形成雅尔乃孜沟。交河故城所处台地便位于此处火焰山和盐山两山间的天然豁口之处的雅尔乃孜沟中，雅尔乃孜沟自北经台地分流形成二道沟（河）和三道沟（河），两河从南面合二为一，分别此也为“交河”的来历。交河故城北、西、南三侧有河流侵蚀形成的其他四块台地，这些台地与交河故城所处台地海拔高度类似，地质年代相同。台地间另有一道沟和四道沟两条河流。:1-5
交河故城当地属于温带极干旱荒漠气候，西伯利亚的潮湿气流被天山山脉阻隔，天山南麓向阳的洼地又阳光照射充足，增温快、散热慢。从而形成等地冬冷夏热，全年降水量远低于蒸发量的气候特征。二道沟（河）长约9000米、宽150米到250米，是雅尔乃孜沟主河道，位于交河故城台地东侧，常年径流量超过1.5立方米/秒，三道沟（河）长约1萬公尺，宽100米到500米，位于交河故城台地西侧，常年径流量0.5到1.0立方米/秒。两条河流夏季汛期的径流量高，冬季枯水季较低。当地主要植被是包括骆驼刺在内的旱生植物，也包括柳树、桑树等。交河故城分布的动物以野兔与老鼠为主，另有家鸽在此栖息。:57-59:37-76

## 故城布局
交河故城处在柳叶形岛状台地上，四周悬崖壁立。现存交河故城的遗迹为其鼎盛时期规模，其城门为崖壁上凿出的豁口，现存明显城门遗迹三处，城门与城市南北向的中央大道、次干道，东西向的东西大道相连。道路主干道构成交河故城的交通网骨架，两条南北向大道终点都位于主要寺庙的正门前，其他建筑沿两条大道展开。从道路派生出大量街巷，将城区各地建筑联系在一起，也将如院落的不同建筑单元进行分割。另外，交河故城岸边筑有防护墙，不仅起到城市防御的作用，也起到防止人畜坠落的作用。城市北部防护墙保留较为完整。:179-180:19-20; 254; 262-263
交河故城建筑虽多却不杂乱，是按照功能分区的古代城市。相同功能的建筑一般集中修建，之间有高墙、大道、街巷隔离和连通。现存建筑遗迹可分为六大区，分别是大型院落区、官署区、仓储区、街巷区、寺院区、墓葬区。故城吸收中原地区以政府行政机构为核心的对称结构，即“择中立衙”，官署区位于城区中部台地之上。同时也吸收西方建筑中以宗教机构为中心的建筑布局。重要的寺院位于城市主要道路的尽头，寺院区集中在城北部和西部，既便于对僧众的管理，也与世俗社区分开。大型院落区、街巷区这种居住区位于南门、东门一带，不仅便于出入，也因为这里靠近河谷，夏季较为凉爽。仓储区位于东门附近，便与所储物资的出入。墓葬区处在交河城北荒凉之处，以区别于沟西、沟北家族墓地。不过交河故城建筑布局并非完全分开，有互相折叠的情况。佛教遗迹也出现在大型院落区、官署区、仓储区中，寺院区的一些建筑性质布局也更接近院落。:19-20; 254; 262-263

## 主要建筑

### 主要城门
交河故城已辨明三处城门遗迹，分别是南门、东门、西门。北侧崖壁挖有一可进入城内的暗道，已被封死。如今所言之南门位于台地西侧崖壁，可能是历史上作为主要出入口的西门。如今的西门较为狭窄，从西门进入故城后，并无道路相接。:20-36
现在的交河故城南门是城两条主要道路的起点，是交河故城的主要出入口。交河故城南门由两堑崖而成的缺口，其一是供游人上下故城的道路，南北走向，宽近7米，门道长11米，东高西低，坡度约20度，此缺口可能为斯坦因考察后新开凿的新南门。另一条为“交河故城”牌匾后侧东西走向道路的旧南门，已被砖墙封堵，在20世纪50年代时已破坏严重。旧南门东侧填满淤土，北侧有高14米的门壁。北门壁有两处形状大致留存的壁龛，两处壁龛均为圆拱顶。北门壁周围留存有许多生土台，顶部无护墙痕迹。南门壁有形制类似的两处壁龛。旧南门后有作为防御设施的挡壁，挡壁内为院落，院落有通向中央大道的道路。:20-36:65-68:83-85
如今所言东门位于交河故城东侧，临台地东部的断崖，是交河故城保存最好、规模最大的城门，现已封闭。东门主要分为登城斜坡道、外城门、翁城、内城门。残存的登城斜坡道沿崖壁而下，呈人字形，宽5米，长15米，东低西高，坡度15度。外城门是堑崖而成的缺口，位于崖壁中央。翁城平面大致呈半圆形，直径35米。翁城中部有东西向门道，门道两侧残留有夯筑而成的城门壁，其中北侧门壁高4米，长2米，宽3米左右。夯层间水平放置芦苇束。南侧门壁高3米，长5米，宽3米。夯层底部为平砌泥块，其上为夯筑而成。夯层间放置灌木束。门壁顶部有木楔。翁城与城区东侧巷道相连，之间有两个门，大门宽8米，高9米。小门与大门相依，是凿壁而成的门洞，能容一人通过。翁城内有坑穴、水井、房址等遗迹。:20-36:65-68:154-165

### 故城道路
中央大道是交河故城的主要道路，整体呈南北走向。中央大道分为南段和北段，南段南起南门，北终于瞭望台的北门前，与北段相连，形制为弓背形。北段起点位于瞭望台北门，终点最初修至中央大塔前，后又向西经过中央大塔西侧继续向北延伸至大佛寺门前广场。交河故城可辨别的街道有14条派生自中央大道，其中2条为南北走向，其余均为东西向。中央大道表面铺设方砖。:36-38:90-91
次干道是贯穿交河故城的第二条大道，同为南北走向，起点自中央大道南段北端弓背处，向北穿过官署区、仓储区东、寺院区等，直至东北佛寺门前。次干道北段笔直，与东北佛寺、塔林主塔处同一轴线之上。南段则蜿蜒曲折。其原因可能是北段为规划之结果，南段为后期扩建所成。次干道衍生出15条道路。东西大道连接中央大道和次干道，深度6米左右，是中央大道中向城东延伸的岔路口。仅有一条道路衍生自东西大道。:36-38:90-91

### 大佛寺
交河故城大佛寺是全城最大的佛寺，位于中央大道北端，中央大塔后侧偏西处。寺院坐北朝南，南北长约90米，东西宽近60米。寺院内分布着主殿、殿庭、佛塔、水井、月台、前殿等建筑，僧房等所有附属建筑都位于寺院墙内。佛寺仅有一个正门，门内为殿庭，南、西、东三侧均为僧房。殿庭南侧有两座对称的长约6米，高不足1米的生土台基。殿庭北侧分布着对称的两座水井。殿庭北侧正中有生土台基，其上为大佛寺主殿和月台，月台北壁有主殿大门。大佛寺主殿平面呈长方形，中有位于生土基座上的方形塔柱，夯筑而成。塔柱四面开有佛龛，内有佛塑像的痕迹。主殿东西侧墙和寺院间有多个小室。:92-94
大佛寺建于高昌回鹘时期。交河故城大佛寺保存较好，墙体结构清晰，残留较高。:92-94

### 塔林
交河故城塔林是交河故城僧人的灵塔，由101座佛塔组成。位于东北佛寺后120米处，与东北佛寺的中央塔柱处在同一轴线上，塔林总面积2500平方米。塔林分为四区，每区分布25座灵塔，四区中心是金刚宝座式塔形制的主塔。主塔与印度菩提伽耶摩诃菩提寺金刚宝座塔形制接近，基部为方形高台，五座塔建于其上。五座塔塔身平面呈方形，其中中心的塔较大。主塔塔身建在生土台基之上，塔基间的距离和行经约1.6米。塔林朝向南面，四周建有院墙。院落东西长84米，南北宽85米，南墙有宽17米有余、长23米的门道。塔林中的佛塔仅存塔基，上部基本全部坍塌，不过四区的基本形制依然存在。其中主塔保存较好，四周小塔坍塌严重。塔林建于高昌回鹘时期。:77-79

### 官署建筑
交河故城官署是其功能分区的一部分，是一个较为封闭的区域，面积5000平方米左右。位于中央大道、东西大道、东侧崖壁之间。官署内部按功能可分为四个区域，其中官署是区域核心，处在一个较高的台地处，台地北侧残存拴马坑、夯土墙等遗迹，南部有房址残迹。台地中部有规模较大的、呈长方形的夯土围墙，北墙内侧有房址残迹，西南隅有地下建筑。地下建筑东侧有进入地下建筑的踏步，地下建筑内壁有数处窑洞，建筑内也有水井、隧道。隧道连接一窑洞出地面后，为官署附属建筑区。:255-256:62-64
附属建筑区在官署区的西北角，附属建筑区西北处有小塔，由此向南残存有五处庭院成一字排开，庭院内有房址遗迹。寺院区位于官署的东北角，紧邻东侧悬崖。寺院有佛殿、地下建筑、水井等遗迹。有着官庙的性质。寺院北侧为空地，与东门翁城相近，属于翁城防御系统的一部分。寺院区南部为官署住宅区，即官吏的私宅。由数座庭院残迹组成。其中与寺院相邻的庭院较大，建筑较多，其地下建筑与核心区域的地下建筑类似。寺院区与住宅区西侧隔次干道与区域核心向望。:255-256:62-64官署建筑不仅功能复杂，而且使用时间长，几乎贯穿交河故城的历史，时代自汉到高昌回鹘。:62-64

### 其他寺院
交河故城除大佛寺外，至少还有南部佛寺、西北小寺、地下寺院等19处寺院遗迹。:42交河故城南部佛寺是一座石窟寺:254，也可能是瞭望台:86-88。位于中央大道南侧靠近南门的街巷入口处。瞭望台平面呈边长约5米的方形，其中北墙和西墙保存较好，东北角另有一道墙。瞭望台出口位于东侧，中间为空。南墙外有高低于平台地面约1米半的柱孔。北侧墙内侧、东西墙转角处有深25厘米左右的壁龛，高度与护墙相同。另有一窑洞。南部佛寺建于高昌回鹘时期。:86-88
西北小寺位于交河故城所在台地的西北侧，中央大道西侧，是周围寺院的中心。西北小寺平面呈超466平方米的正方形，寺门在南墙之中部。进院内为庭院，后有月台，寺院中后部为大殿。大殿、大殿两侧厢房、北墙三者构成回廊。寺院修建于不同时期，早起寺院寺门向南，晚期向西。:80-82地下寺院位于台地西北墓葬区内，因为构筑在地下，内部设施等保存较好。地下寺院现存佛堂、僧房、壁龛、阶梯等6处遗迹，面积1500平方米左右。其中平面呈长方形的佛堂位于中心，屋顶南部残存拱顶，北部敞开。佛堂南、北侧僧房。佛堂南部东西两侧掏挖有壁龛。自此出头有脱塔、脱佛、壁画残片、木器残片、陶器残片等。:74-76

### 主要院落

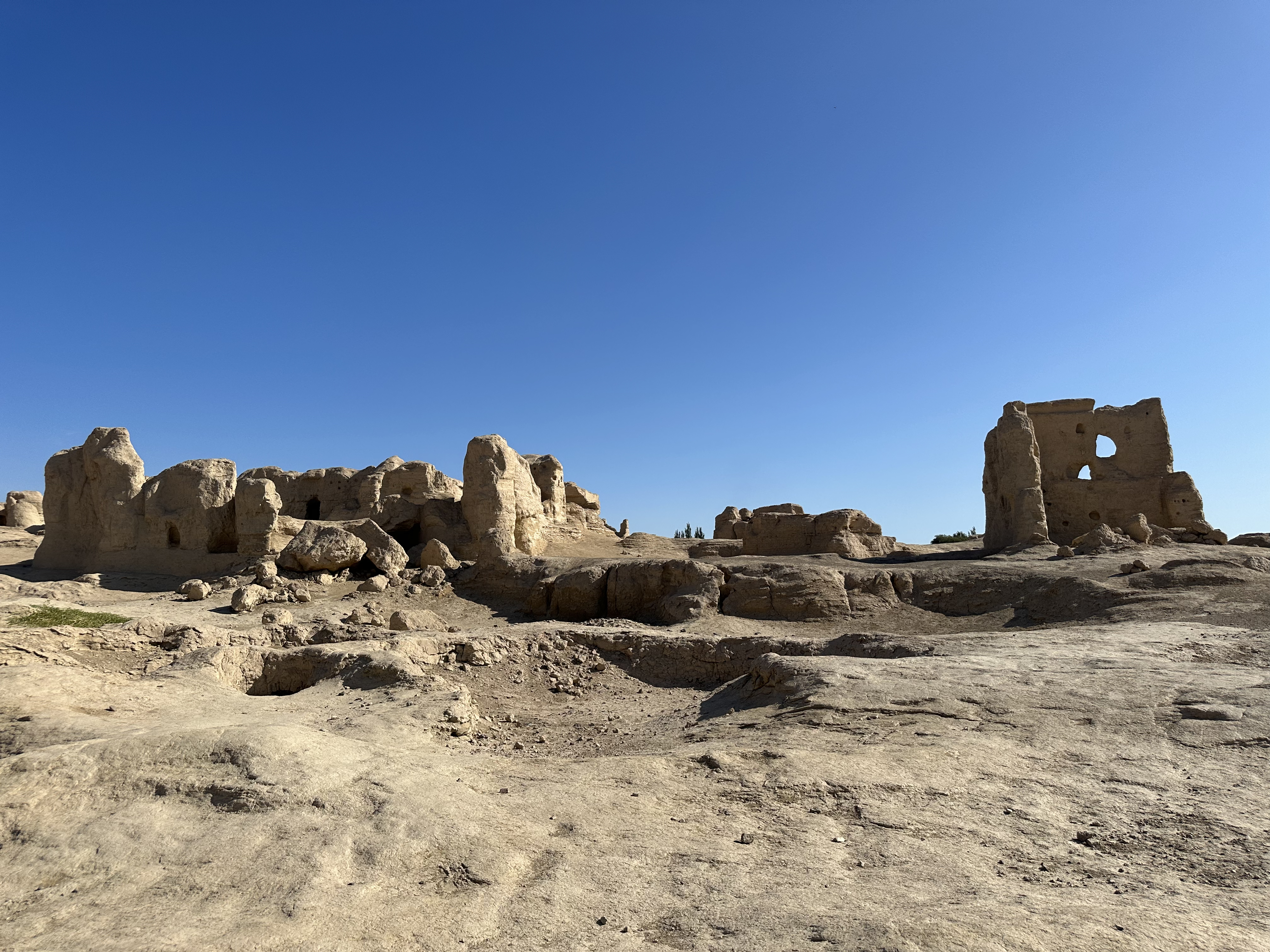
交河故城大型院落区部分建筑遗迹

位于交河故城南部的大型院落是故城开发最早的地区，也是重复建筑情况最多、破坏最为严重的地区。大型院落由独立的大院落组成，院落建筑物往往由可供人夏季睡眠的屋顶、室内、地下窑洞三部分组成。大型院落除部分生土台残存外，大部分院墙、房间仅存不足一米的基础，而实际情况是交河城南段地面被挖至5米深，这些残存生土台的顶部才是台地原有的地面。:254-255街巷区由13个大小不一的院落组成，街巷、院墙、院门将空间隔开，形成相对封闭的空间。街巷区的院落大小、形制并无不确定，其中最大的院落长可达90米，宽有80米。不过各院落建筑工艺基本相同，院落围墙往往有不止一个出口，且不会开向主干道，皆开向街巷小道。各院落基本存在庭院空间、家庙佛堂建筑、水井设施。各街巷的两端，多有可作为地标的佛堂、佛坛、佛塔等宗教建筑。:257-258

### 主要墓地
交河故城墓地集中分布在台地最北部，以宽4米、深1米到近3米的“阴阳界壕”为界与其他区域相隔。以墓葬以竖穴、竖穴偏室墓分布最广，从西北小寺以北一直延伸到故城中部。这类墓葬与沟北、沟西墓群反应文化内涵均为车师人遗迹，时代从春秋战国到唐西州时期。形制大概可分为竖穴土坑、竖穴偏室、竖穴二层台墓、竖穴耳室墓四种，其中地下寺院附近的竖穴耳室墓规模最大。交河故城台地之上也有斜坡墓道墓，主要在塔林北侧分布，时代为唐西州时期。:234-236; 259另外，在官署区的西北角等地分布有近160座婴儿墓，面积400平方米左右。墓葬形制以竖穴土坑葬为主，墓室均为东西向。墓主以未成年为主，身缠白布，头向西。似伊斯兰教的墓葬形制。年代在交河故城废弃后至清代。:1161-1162
交河故城附近还有沟北墓群和沟西墓群。沟北墓群（也被称为沟北墓地、沟北1号台地墓地）位于交河故城北侧的台地之上，与交河故城台地隔沟相望。沟北墓群时代从东周到汉代。墓葬约57座，殉马坑55处，占地1万平方米左右。地表有圆形石堆。所发掘墓葬形制以竖穴土坑和竖穴偏室为主，墓主大部分为仰身直肢，部分仰身曲肢。墓大部分东西向，少部分正南北向。有一半以上为合葬墓，有尸床、墓棺等葬具。其中大墓除被土坯围墙包围的主墓外，四周有16座陪葬墓和24座殉马坑。随葬品包括陶釜、铜镜、金饰品等。:15-74:1087-1088
沟西墓群（也被称为沟西墓地）位于交河故城西侧的台地之上。沟西墓群时代从麴氏高昌到初唐时期。约有超过2000座墓葬，历次发掘墓葬超过300座，此外被盗扰的墓葬无法统计。沟西墓群是交河故城最为集中、规模最大的公共墓地。所处地面范围东西3千米，南北1千米。墓葬类型可分为斜坡墓道墓、竖穴土坑墓、竖穴偏室墓等，其中斜坡墓道墓又可以地表茔区分为有“甲”字形卵石堆积而成的茔院、有卵石封堆无茔院墓、无卵石封堆墓。斜坡墓道墓多为家族合葬，包括曹、范、袁等20多个姓氏。随葬品包括碗、盘、罐等日常用具，也包括金、银、铜、铁、木器等，出土有波斯银币、开元通宝等货币，也出土大量墓志。:1132-1133

### 石窟遗迹
雅尔湖石窟，即《西州图经》之西谷寺。位于亚尔乃孜沟东西两岸台地的黄土悬崖之上，大致可分为沟西区和沟北区两个部分，现存22窟。沟西区有15窟，分为上层11窟，下层4窟；沟北区7窟。所有石窟中，仅沟西区上层的部分洞窟保存较好，可分为礼拜窟和禅修窟。其余石窟出现坍塌甚至完全坍塌的情况。雅尔湖石窟形制包括方形平顶窟、方形纵券顶窟、方形横券窟。保存较好的几处石窟有以汉文和回鹘文为主的题记、刻画、书写，也有突厥文所书写关于摩尼教内容的题记。其中部分石窟有人类长期居住的痕迹，墙壁被烟熏黑，部分窟遗有灶台。雅尔湖石窟主窟为第4窟，该窟是吐鲁番市境内最大的长方形纵券顶窟。窟内有雅尔湖石窟不常见的壁画，以佛教题材为主，有重绘痕迹。第4窟规模与柏孜克里克千佛洞的大型石窟相比类似。雅尔湖石窟大多开凿自北凉时期，是吐鲁番市境内已知开凿时间仅次于吐峪沟石窟的石窟。第4窟则可能开凿于车师前部鼎盛时期，在高昌回鹘时期重绘。雅尔湖石窟一直沿用到回鹘高昌衰落而遭到废弃。
除雅尔湖石窟外，交河故城周围台地还分布着交河沟北一号台地石窟（也被称为亚尔乡石窟、故城村千佛洞）与交河沟北三号台地石窟。交河沟北一号台地石窟与沟北墓群处同一台地，为与交河故城台地北侧。现存7窟，沿东北向西南排列。形制包括长方形纵券顶窟、中心殿堂窟等。交河沟北三号台地石窟位于交河故城台地以北的三号台地的西南崖壁上。共7窟，上层2窟，下层5窟。形制包括长方形平窟、长方形纵券顶窟等。除此之外，俄国探险队还考察过一处墓葬洞窟，现位于村民院中，已几乎完全坍塌。

### 古井

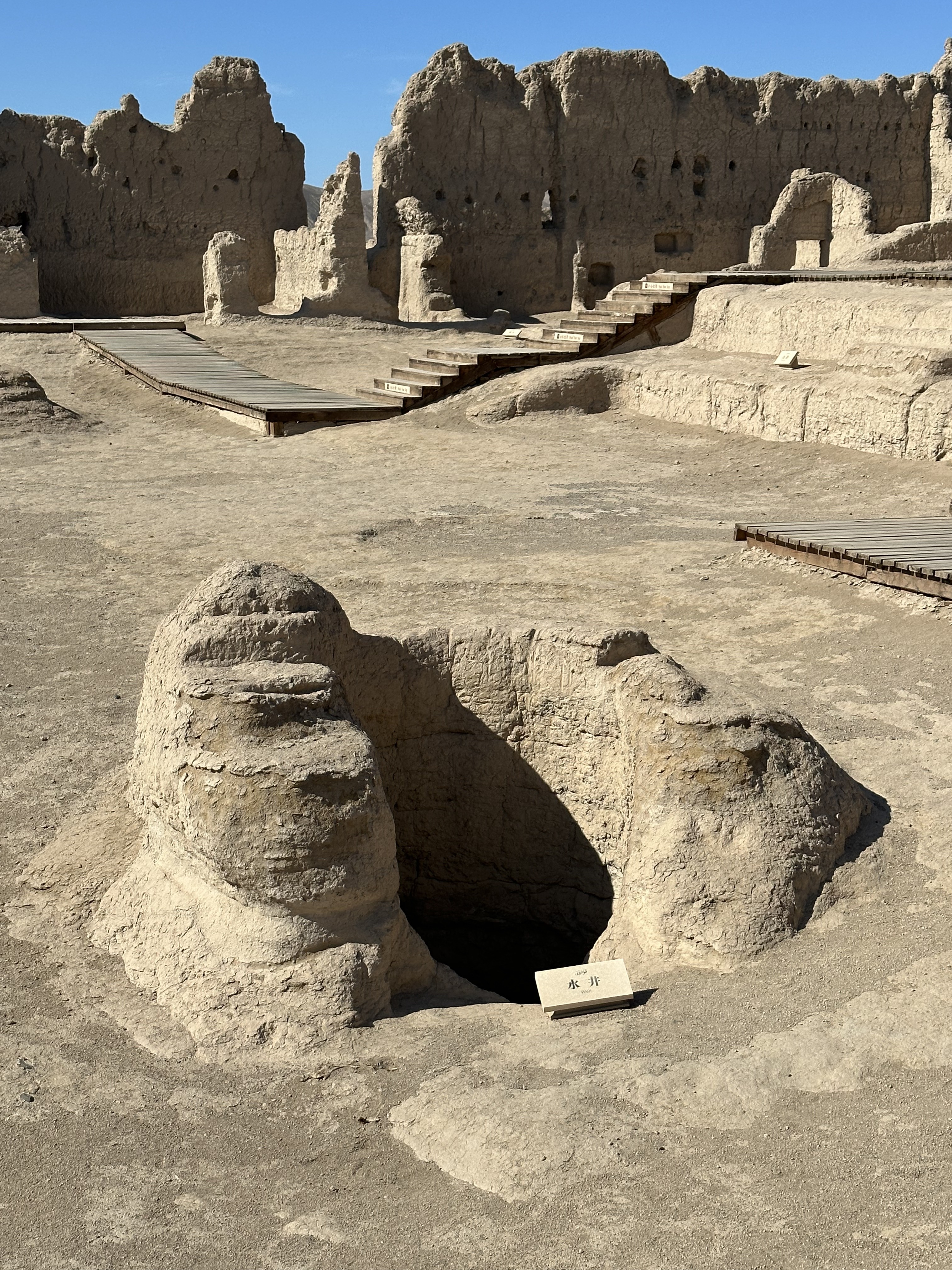
交河故城水井

交河故城内古井众多遍布全城，分布规模为建筑集中区较多，院落比寺院多，鲜有人居住的北部台地分布最少，仅有一眼井。古井形制因挖掘年代不同而异，多与秦汉时期的中原地区水井形制基本相同，多为原型井口，也有长方形井口的存在。部分井口保存有生土结构的井台，井台会留出便于人们取水的空缺。井口略小于井筒，水井直径从1米到2米不等，集中在1米到1.4米左右，井壁垂直，两侧有供人上下的脚窝。:60-61
如今部分古井开放参观，大部分古井被封盖保护。除受到历史上战争的破坏外，长期大风使得交河故城的古井中存有大量泥沙。:60-61

## 建筑工艺
交河故城内建筑所使用工艺以“减地留墙法”“版筑泥法”为主，同时也有夯筑和土坯砌筑工艺存在。交河故城的主体建筑首先以“减地留墙法”构建，即从台地地面向地下挖掘产生可以用以生产、生活的空间，同时四周保留作为墙体。单体建筑似地下室，而交河故城以整体形态呈现。不过“减地留墙法”仅能完成建筑基础和下半部分。为增加墙体高度，在地表以上则采用“版筑泥法”。“版筑泥法”是先制作粘粒高、含水少、质地均匀的土料制作泥片；后选择高度合适的层位设置模板；其后自模板地步起逐层垒砌泥片，直至砌满模板。常此反复，完成墙体砌筑。:84-86

## 出土文物
20世纪90年代的发掘工作，出土文物众多。其中从交河故城沟西区出土有旧石器时代晚期的石叶，是在新疆境内最先发现的旧石器时代的文物。交河故城沟西、沟北墓群出土有骨器、陶器、木器、金器、银器、铜器、铁器、石器、丝织品、毛织品等十余种文物。出土的木器除木钵、木盆等常见木器外，还出土有木箭镞、木刀、木锥、木偶等。骨器中有骨雕，其中骨雕鹿头长11厘米，中空，鹿首圆雕，水滴纹和三角纹位于鹿首鼻眼之间，颈部有圆孔、“丫”形纹饰。墓地陪葬金银饰品以动物纹样牌饰为主。交河故城沟北墓群出土虎鹰嘴怪兽搏斗饰牌，怪兽鹰喙、龙身，怪兽正在撕咬老虎后颈。该墓群还出土有一对金骆驼。金骆驼为双峰驼，以金箔锤鍱而成。嘴、驼峰、腿部有钉孔，背部残有铜锈。交河故城沟西墓群出土有镶绿松石金耳饰。长2.4厘米，重2.4克。整体为如牛头的金框架，不同部位由独自的金框。牛角、鼻镶嵌有绿松石，耳部镶嵌有白色石料，口部镶嵌物丢失。耳饰背面有便于携带的弯曲细钩。出土的铜器中既有星云纹铜镜和中原文化类似的铜镜，也有与西亚等地类似的直柄、曲柄镜。
交河故城的墓地与吐鲁番其他地区一样，出土有包括墓志、墓表在内的砖志。黄文弼考察时，在交河故城墓区和高昌故城附近墓地出土124方砖志，1965年考古实习是，出土有8方砖志，20世纪90年代的数次考察和发掘中，出土有7方砖志。这些砖志为后世对高昌纪年、官制、行政建置、氏族、郡望、唐代史事、书法墨迹等众多方面提供实物证据支持。交河故城及周边墓地也出土有多种文字的文书，先后发现有汉文、梵文、吐火罗文、婆罗米文、突厥文、回鹘文等文字文书和题记。不过相比于其他遗址和墓地，交河故城出土纸质文书数量较少，其他地区明确于交河制作的纸纸文书也不常见。纸质文书内容至少包括佛经、《孝经》、政府文书等。

## 考古发掘

### 西方考察
对交河故城的考古发掘起源于19世纪末。从1893年开始，俄国探险家、民族学家罗伯罗夫斯基、科兹洛夫、克列门茨先后前往吐鲁番，其中1898年克列门茨对吐鲁番对交河故城、雅尔湖石窟、沟西墓群和沟北墓群等吐鲁番古迹进行了考察。:47-501898年，罗马举办“第十二届国际东方学家大会”，克列门茨之发现收获引发关注，会中即成立“研究中亚及东亚的俄国委员会”。自此西方多国开始以科学考察之名义对交河故城进行考察发掘，已知共有至少有24批俄国考察队、12批英国考察队、9批德国考察队7批瑞典考察队、5批法国考察队、3批日本考察队、1批美国考察队对交河故城进行过考察。:13:47-50
1900年到1933年间，以考古学家马尔克·奥莱尔·斯坦因为首的英国考察队四次考察探险中亚地区，其中第二次和第三次中亚考察，斯坦因都前往交河故城。:13-14:47-50其中第二次中亚考察时，斯坦因绘制了交河故城简图，并对部分院落、寺院遗址发掘。第三次中亚考察时，斯坦因对大佛寺附近进行了发掘。两次对交河故城的考察成果分别发表在《斯坦因西域考古记》和《亚洲腹地考古图记（Innermost Asia）》中。1902年到1914年，德国吐鲁番考察队三次前往吐鲁番，共收获超900箱文物，其中交河故城出土的部分文物被柏林民族博物馆收藏。阿尔伯特·冯·勒柯克根据这些文物出版有《火州（Chotscho）》等书籍，其中介绍了考察队在交河故城工作和和出土文物。:47-501906年到1909年，法国探险家伯希和考察了包括交河故城在内的多个吐鲁番文物古迹，发掘出文书、刺绣、钱币等。伯希和采集、发掘的文物现藏于吉美国立亚洲艺术博物馆。1908年到1912年间，日本大谷光瑞考察队至少三次前往交河发掘文物。:47-501909年，以谢尔盖·奥登堡为首的俄罗斯探险队以“中亚远东学会俄国学会”之名义对吐鲁番多个文物古迹进行考察，收集文书、绘画、钱币等文物。这些文物多藏于艾尔米塔什博物馆。:47-501914年，《俄国探险家在新疆的考察报告：1909-1910年（Первая Русская Туркестанская экспедиция 1909–1910 гг.）》出版，其中有数页关于交河故城之情况。

### 中方考察
1928年冬，中瑞西北科学考查团抵达吐鲁番，但此行并未对交河故城进行发掘。1930年2月，考察团成员考古学家黄文弼率考察团再次前往吐鲁番，并直接前往交河故城，对故城、石窟及沟西墓群进行考察发掘，并绘制《交河故城及沟西墓地遗迹图》。此次发掘工作的成果在《吐鲁番考古记》《高昌陶集》《高昌砖集》等著作中发表。此次发掘判明沟北和沟西区包含车师、高昌、唐三个不同历史时期的文化。:15-16:47-50
新疆和平解放后，新疆首届“考古专业人员训练班”于1956年举办，训练班师生对交河故城的寺院、墓地进行了发掘，并绘制了交河故城平面图。此次共清理15间房址，20余座墓葬，获得墓志、陶器、钱币等文物超过700件。时任训练班指导，中国考古学家刘观民依此次发掘工作著有文章《交河城调查记》，发表于期刊《考古》。1961年，中国佛教协会与敦煌文物研究所组成的新疆石窟调查组调查了新疆多个石窟，调查组较为系统的调查了雅尔湖石窟，绘制了石窟平面图。此后超过30年，当地文管单位、研究所虽对交河故城进行多次调查和测量，但并未考古发掘。直至20世纪90年代，中、日两国政府和联合国教科文组织联合发起的全面保护和维修交河故城工程。其间，新疆文物考古研究所在1993年和1994年两年对交河故城及周边7处文化遗存进行调查、清理、发掘，后出版有《交河故城——1993、1994年考古发掘报告》。1994年到1996年，新疆文物考古研究所又与早稻田大学丝绸之路调查队又对交河沟西墓群进行考古发掘，并对墓地进行测绘。:前言:13-171998年，为配合中国社会科学院编写《考古学》，中国社会科学院李肖在前人研究的基础上，完成对交河故城的调研，并出版研究成果《交河故城的形制布局》。:13-17
2004年和2005年，吐鲁番地区文物局对沟西墓群中受风蚀、盗扰等而裸露的墓葬进行抢救性发掘，并将成果发表于期刊《考古》。2019年，《吐鲁番晋唐墓地 交河沟西、木纳尔、巴达木发掘报告》出版。在第三次全国文物普查中，吐鲁番地区第三次全国文物普查队在2009年到2010年复查交河故城及其周边遗迹。:57-592013年，为推进申报世界文化遗产工作，吐鲁番文物局对交河故城的城址、城门、道路、建筑、水井、墓葬区、沟西墓群、沟北墓群等遗迹进行调查。2012年到2013年，吐鲁番学研究学院又对雅尔湖石窟及周边石窟进行调查和测绘。2013年到2014年，中央民族大学张铁山等人2度考察了雅尔湖石窟的突厥文题记，并发布研究成果《吐鲁番雅尔湖千佛洞5号窟突厥文题记研究》。2020年，调查组又测量、调查了交河沟北一号台地石窟和三号台地石窟。

## 保护历程

### 早期保护
1961年，中华人民共和国国务院公布《第一批全国重点文物保护单位名单》，交河故城以“雅尔湖故城”之名义成为《名单》的古遗址。成为全国重点文物保护单位后，交河故城纳入中国的文物保护体系。1972年，曾协助50年代对故城发掘考察的村民热合曼·色提成为交河故城当时唯一的文保员。1977年到1982年，中国先后投资超过40万元人民币，进行交河故城修缮工程。对主干道表面敷砖，并加固超过100处濒临倒塌的墙壁和窑洞。:50-52

### 首次申遗
进入20世纪90年代后，交河故城于1994年首次向联合国教科文组织申报世界文化遗产，不过彼时因为管理机构不健全、保护规划欠缺、地方政府不重视、宣传力度差等多个问题，交河故城项目被推迟评议。1992年开始，由日本国政府设立的联合国教科文组织保护文化遗产日本信托基金投资100万美元，中国国家文物局投资100万元人民币，中、日两国政府和联合国教科文组织共同发起全面保护和维修交河故城工程，项目持续到1996年结束。此次工程除了考古发掘外，还完成多项对交河故城保护、发展的项目，包括：为交河故城所在台地修建洪水防护堤；对故城保存完整的西北小寺进行修复和仿建；在中央大道、东西大道等主干道及巷道共铺设3200余米的砖石路面，在大佛寺前广场铺设方砖平台；设置可监测风速、风向、气温、太阳辐射等数据的气象监测设备等。
同时，随着吐鲁番地区文物中心和吐鲁番地区文物局成立，吐鲁番的文物保护机构体系基本建立。到了1999年，吐鲁番地区文物局成立专门负责交河故城保护和管理的交河故城管理处。1999年，新疆维吾尔自治区人民政府公布《新疆维吾尔自治区吐鲁番交河故城历史文化遗址保护管理办法》。:52-59

### 二次申遗
进入21世纪后，中华人民共和国国务院于2001年公布《与现有全国重点文物保护单位合并项目》，将交河故城沟西、沟北墓地及雅尔湖石窟归入雅尔湖古城，使之成为全国重点文物保护单位的一部分。2003年，中国建筑设计研究院和中国文化遗产研究院联合编制《吐鲁番地区文物保护与旅游发展总体规划》及其附件《交河片区文物保护详细规划》经国家文物局批准，新疆维吾尔自治区人民政府公布实施。《交河片区文物保护详细规划》是中国首部针对单独文物的总体规划。2004年，第十届新疆维吾尔自治区人民代表大会常务委员会通过了《新疆维吾尔自治区吐鲁番交河故城遗址保护管理条例》，交河故城、沟西墓群、沟北墓群、雅尔湖石窟均被纳入交河故城遗址整体范围。:52-59
2004年举办的第28届世界遗产大会中，“丝绸之路”被列为世界文化遗产预备名单。世界遗产中心认为“丝绸之路中国段”可以以交河故城为切入点率先申报。此后，交河故城的保护工作加速。2005年，经中华人民共和国国务院批准，《丝绸之路新疆段重点文物抢救保护计划》成为国家文物重点“十一五”发展计划，计划用5到8年，投资超4亿元人民币完成包括交河故城在内的重点大遗址保护区文物实施抢救性保护和修缮。

### 申遗成功及之后
2006年，西部大遗址保护工程正式启动，项目工程开工典礼在交河故城举办。2006年到2007年，相继完成了交河故城及周边墓地遗址的安防系统、交河故城东沟谷、西沟谷的防洪坝建设。由敦煌研究院设计的《交河故城抢险加固工程》入选中国文物信息咨询中心、中国古迹遗址保护协会主办的第二届“全国十佳文物保护工程勘察设计方案及保护规划”。2006年开始，交河故城抢险加固一期工程启动，完成对交河故城西面部分断崖、大佛寺、东北佛寺、官署等濒临坍塌的部位进行加固，并完成东面崖体自南向北的的18处区域加固。:52-592009年到2010年，完成交河故城抢险加固二期工程，完成官署、南门西阙等价值高却面临风险的文物本体保护以及西面多段断崖加固工程。二期工程名列“2010年全国十大文物维修工程”之一。2012年到2014年，完成交河故城抢险加固三期工程，加固了中央大道西侧墙体、官署未加固部分、巷道两侧院落等多处遗址本体。
交河故城抢险加固工程进行的同时，2014年6月举办的第38届世界遗产大会中，中国等三国共同申报的“丝绸之路：长安—天山廊道的路网”被联合国教科文组织纳入世界文化遗产。其中交河故城是中心城镇遗迹之一。申遗成功后，2015年，交河故城的文物本体及环境监测预警系统安装调试完成，同时敦煌研究院完成雅尔湖石窟崖体及洞窟的抢险加固。2015年至2017年间，交河故城抢险加固四期工程完成。2020年开始交河故城完成一次安防系统升级。2021年，国家文物局印发《大遗址保护利用“十四五”专项规划》，交河故城成为“十四五”时期大遗址之一。2022年，交河故城抢险加固五期工程开始。此时，交河故城的文保员数量增至12人。2023年12月，交河故城入选首批《新疆维吾尔自治区考古遗址公园立项名单》。

## 保护修复

### 主要破坏因素
交河故城面临着不同因素的破坏。吐鲁番春秋多风，以西北风为主，最高风速超过40米每秒，8到10级大风年均超过36天，沙尘暴每年超11天。大风和沙尘暴不仅破坏当地农作物、房舍、渠道等设施，也是包括交河故城在内吐鲁番境内所有文物古迹遭到毁坏的主要原因。同时交河故城面临着地震活动的威胁，因交河故城地处吐鲁番盆地中央隆起构造带，该构造带是盆地中第四纪以来有显著活动的构造带。另外，交河故城的破坏也会来自降水。虽然吐鲁番整体呈现干旱少雨的特点，但会出现时间短、强度大、雨量集中的大降水情况，虽然大降水天数年均仅0.3天，但有时大降水量可达年降水量的数倍，甚至改变当地降水统计特征。加上天山山脉冰川融雪，雅尔乃孜沟上游会发生较为严重的洪水，从而可能造成故城崖体的坍塌。:29-34
除不同国家的探险队对交河故城发掘并将文物带走外，交河故城还面临着不同的人为破坏。当地农民曾使用坍塌墟土或挖掘房舍墙体作为农肥，也会为了生产生活曾将残留的建筑材料拆走。同时旅游业的兴盛也让交河故城面临着游人随意攀登、刻画、掏挖、丢弃垃圾等破坏。

### 主要技艺
对交河故城遗迹主体和台地崖体，采用包括土坯砌补、锚固、裂隙灌浆、表面防风化渗透加固等技术。土坯砌补是为防止已经局部悬空、失去稳定、掏蚀凹进严重的故城遗址进一步风化掏蚀或坍塌，利用与遗址相同的材质对其支顶、填充。锚固是利用锚杆将本失去稳定的遗址提供新的连接力，从而提高遗址整体稳定。对崖体则利用了边坡锚固、楠竹加筋复合锚杆锚固和钢筋短锚杆锚固等不同锚固技术。为保证交河故城遗址墙体和崖体的完整，对所产生的裂缝采用锚杆锚固和裂缝填充注浆的方式修复。表面防风化渗透加固则是利用高模数硅酸钾（PS）为固沙剂将交河故城遗址防风化加固。:270-357

## 旅游开发
20世纪90年代开始，交河故城一直作为吐鲁番的主要文化景区对外开放。十一五时期，虽受乌鲁木齐七五事件等突发事件影响接待游客量有所下降，但交河故城是吐鲁番文物景点中接待游客量居首位。:86-100到2018年，交河故城接待游客27.6万余人次，旅游收入近1340万元人民币。2022年7月14日，中国共产党中央委员会总书记习近平视察了世界文化遗产交河故城。2023年前10个月，交河故城接待游客23.1万人次。
早期，交河故城主要以参观故城遗址布局为主，之后交河古村、交河小镇、游客服务中心、交河故城环道相继建成。交河古村位于交河故城附近，内有多功能生态广场、维吾尔民俗陈列馆、维吾尔族传统民居。其中交河古村维吾尔民俗陈列馆于2006年开馆。交河古村维吾尔民俗陈列馆展出维吾尔族人历史变迁、生产劳动、民居建筑等民俗人情。申遗成功前，为申遗并改善当地村民人居环境，当地政府迁移了交河故城附近亚尔果勒村8组、9组的村民。2014年前后，就近而建的交河小镇建成，共计100余套，规划建设面积7万平方米。交河小镇的建筑是草泥摸面的二层维吾尔族风格建筑，建筑以土黄色为主，可见如十字花、方形等窗棂、雕花木门等维吾尔建筑风格设计。申遗成功后，交河故城游客服务中心开始修建，并于2016年建成。交河故城游客服务中心建筑面积近4000平方米，停车场5万平方米。游客服务中心内有丝路文化墙、历史人物塑像、交河故城视频短片、交河故城博物馆等景点，也有售票厅、文创商店、休闲区、区间车换成区、快餐厅等服务设施。同时期，总长4千米的交河故城环道建成，环道两侧有植物、绿地、水系等生态资源。2020年，大交河景区被评为国家AAAAA级旅游景区。
交河故城还会举办不同种活动。2016年开始吐鲁番市推出“夜游交河”活动，在仿古牛皮纸灯笼、电子蜡烛的照明中，观看木卡姆和民乐、诗歌朗诵、演唱等静态且原生态文化表演。2019年4月，“吐鲁番交河马拉松赛”开始举办，分全程马拉松、半程马拉松、迷你马拉松。

## 衍生文化

### 唐诗与交河
唐太宗贞观十四年（640年）灭高昌，建西州，自此，交河成为唐王朝重要的西北重镇。唐代诗人创作边塞诗时，常以西域词汇为特征，其中包括“交河”等词汇。《全唐诗》包含“交河”一词的诗作共42首，其中李昂的《从军行》、张乔的《赠边将》、杜甫的《送长孙九侍御赴武威判官》等5首以建功立业为主题，另外包括杜甫的《前出塞》、李颀的《古从军行》、虞世南的《从军行》等在内的37首则或以以边疆之遥远、荒凉苦寒，或以久戍不归、思念故乡为主题。“交河”一词在唐诗边塞诗中除特指交河故城外，还有着突厥汗国、边塞功业、藩镇之乱三种意象。

### 《西游记》车迟国
四大名著吴承恩所著《西游记》《三清观大圣留名 车迟国猴王显法》一回中，车迟国可能就是车师国的音变。唐僧师徒途径车迟国，孙悟空解救充当苦力的僧众。当唐僧入朝换取通关文牒时。虎力大仙、鹿力大仙、羊力大仙百般刁难，逼迫唐僧斗法。求雨和坐禅的斗法失败后，三妖道分别比砍头重生、挖心不死、油锅洗澡，但都被孙悟空所破。三妖道现原型后，车迟国国王醒悟，免去国内僧众的苦力，并厚待唐僧一行人。

### 画作
20世纪80年代，吴冠中赴新疆讲课，并有机会前往吐鲁番写生。此行吴冠中创作了高丽纸水墨设色《交河故城》，《交河故城》横106厘米，纵102厘米。画作五分之四的篇幅展示交河故城之面貌，剩下五分之一为满天飞鸟。1991年，《交河故城》在香港苏富比公司拍卖会中拍出255万港元，打破中国在世画家画作拍卖的纪录，该记录一直保持到2004年。2007年，《交河故城》在北京又以4070万元人民币拍卖成交，打破当时中国内地当代艺术家作品的拍卖纪录。

## 图片集

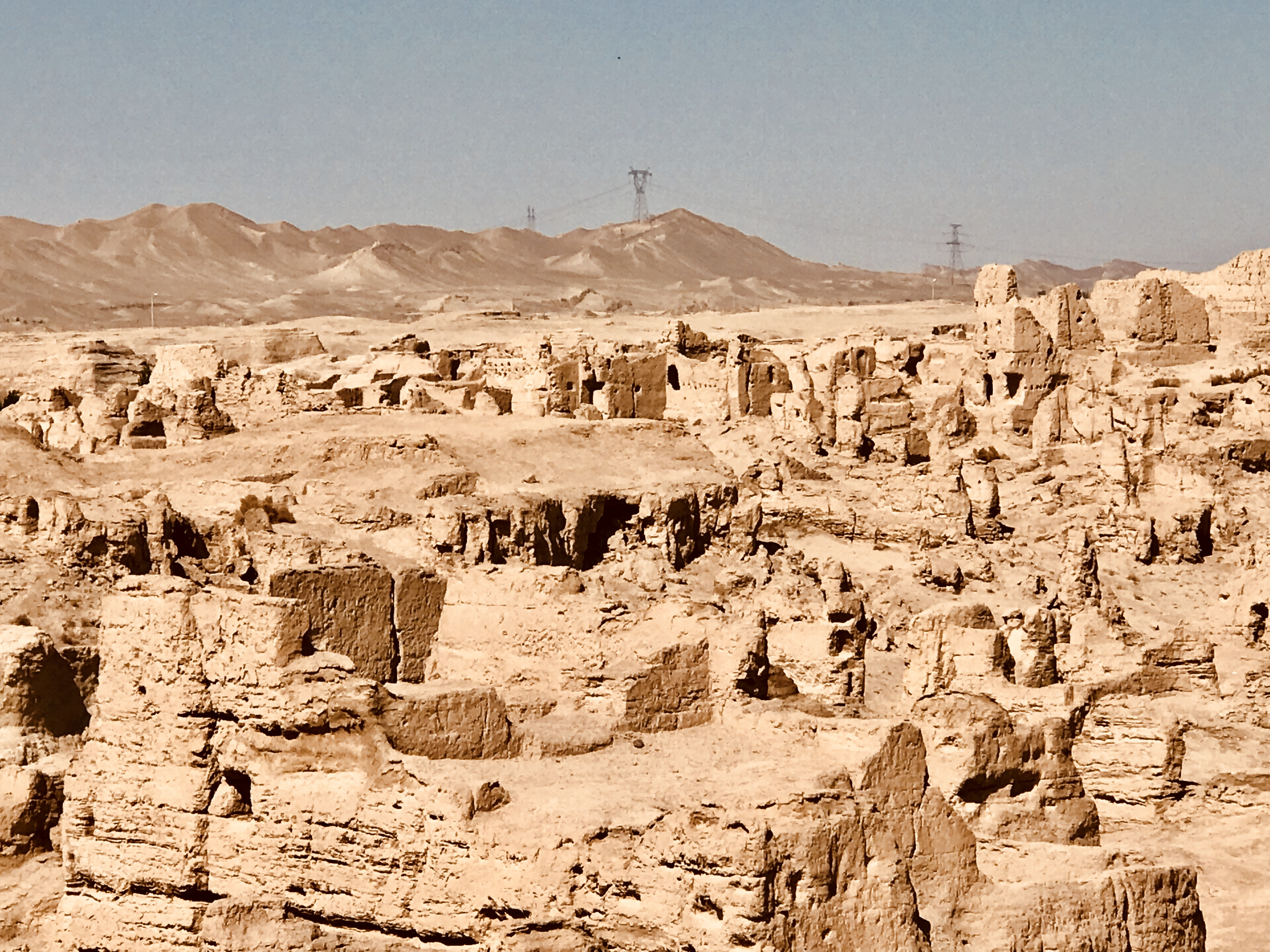
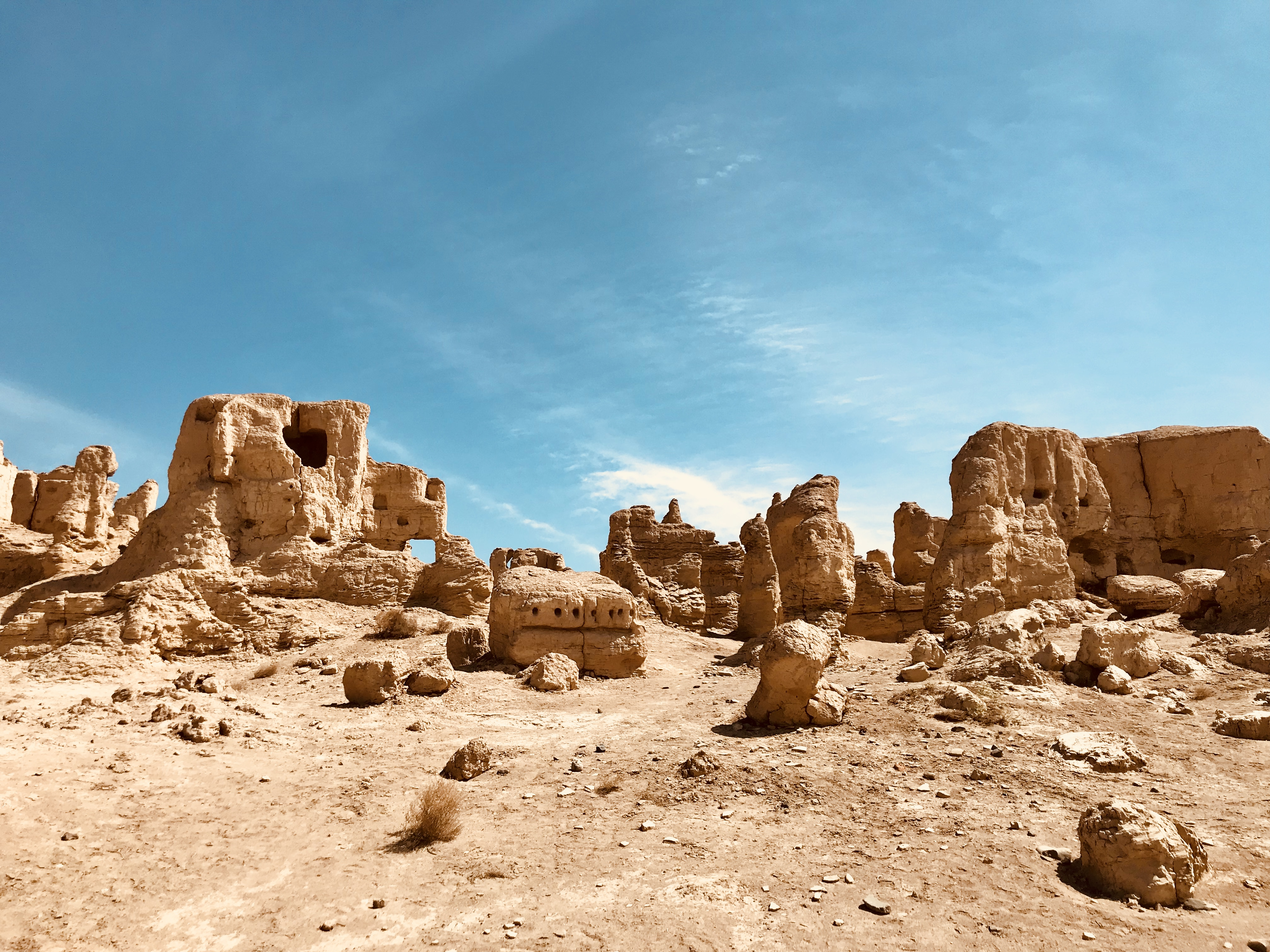
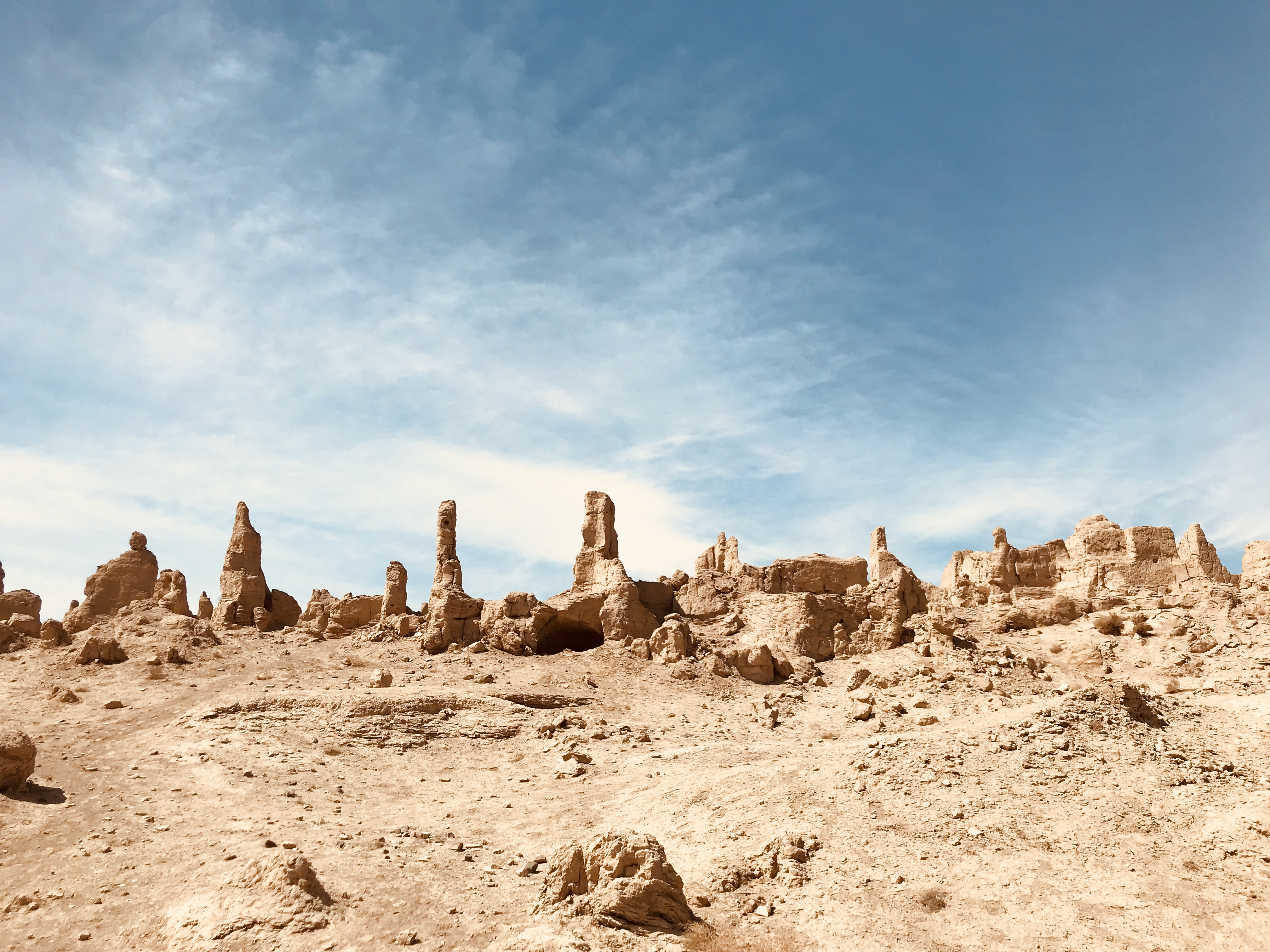
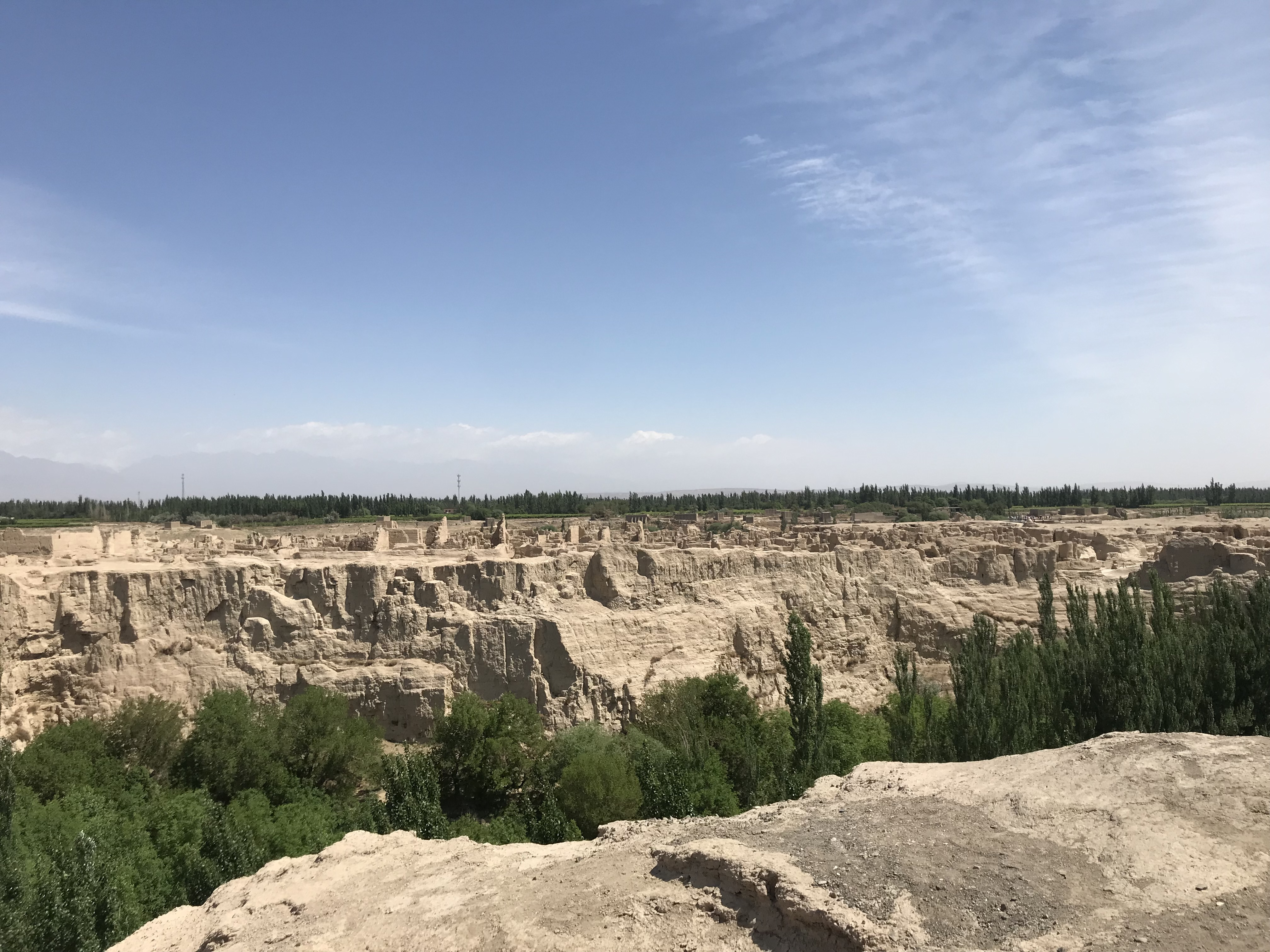
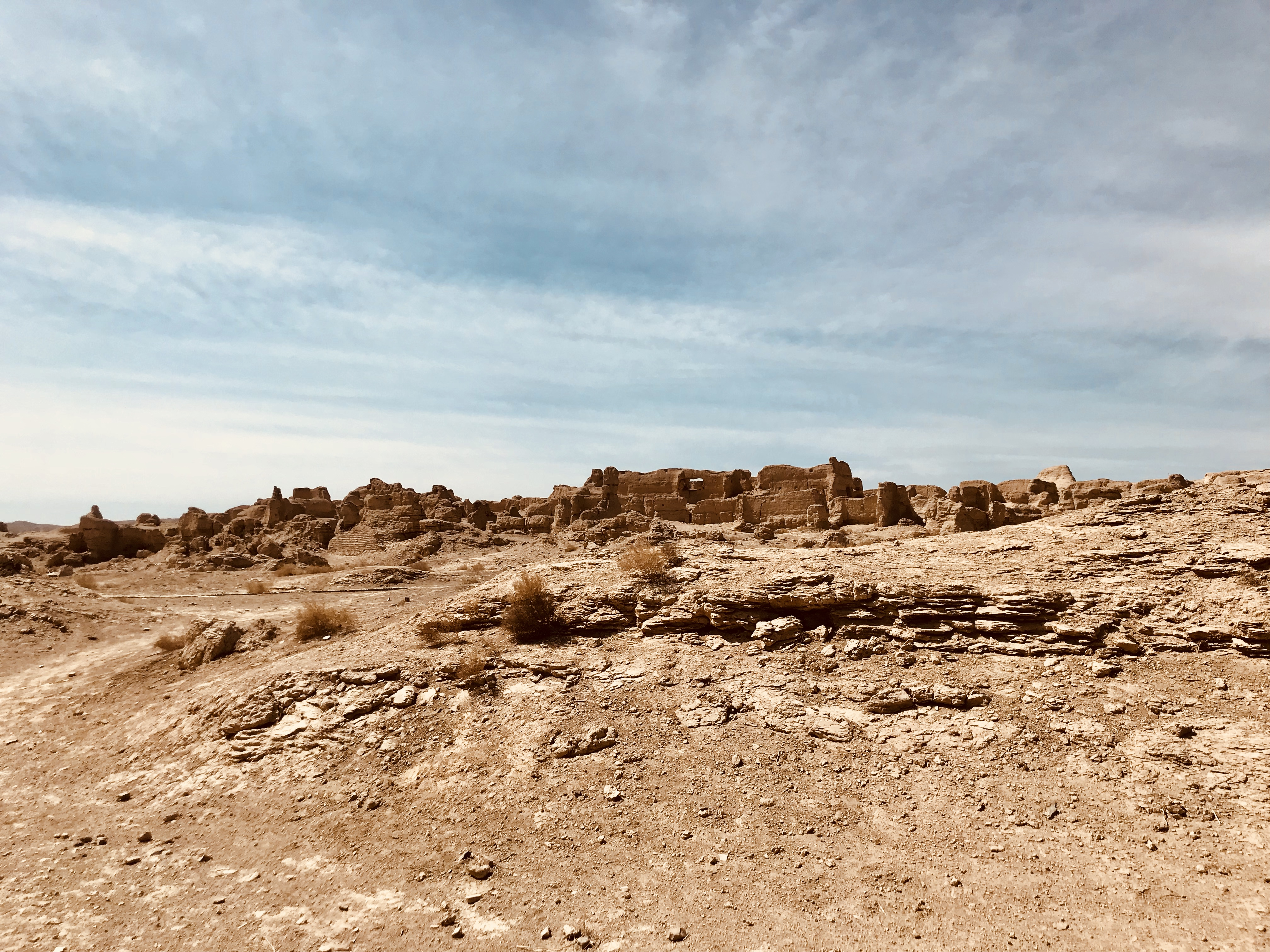